# Sofie Petersen
Sofie Petersen (ur. 23 listopada 1955) – luterański biskup Grenlandii. Studiowała teologię i ukończyła ją na Uniwersytecie Kopenhaskim w 1986 roku. Dnia 28 maja 1995 roku, w wieku 39 lat, Petersen została wyświęcona na Biskupa Grenlandii Kościoła Danii przy obecności królowej Małgorzaty II. Stała się w ten sposób drugim inuickim i drugą kobietą biskupem w historii Kościoła Danii.
Sofie Petersen jest przeciwniczką zmian klimatycznych. Mieszka obecnie w Nuuk.